# روز معلم

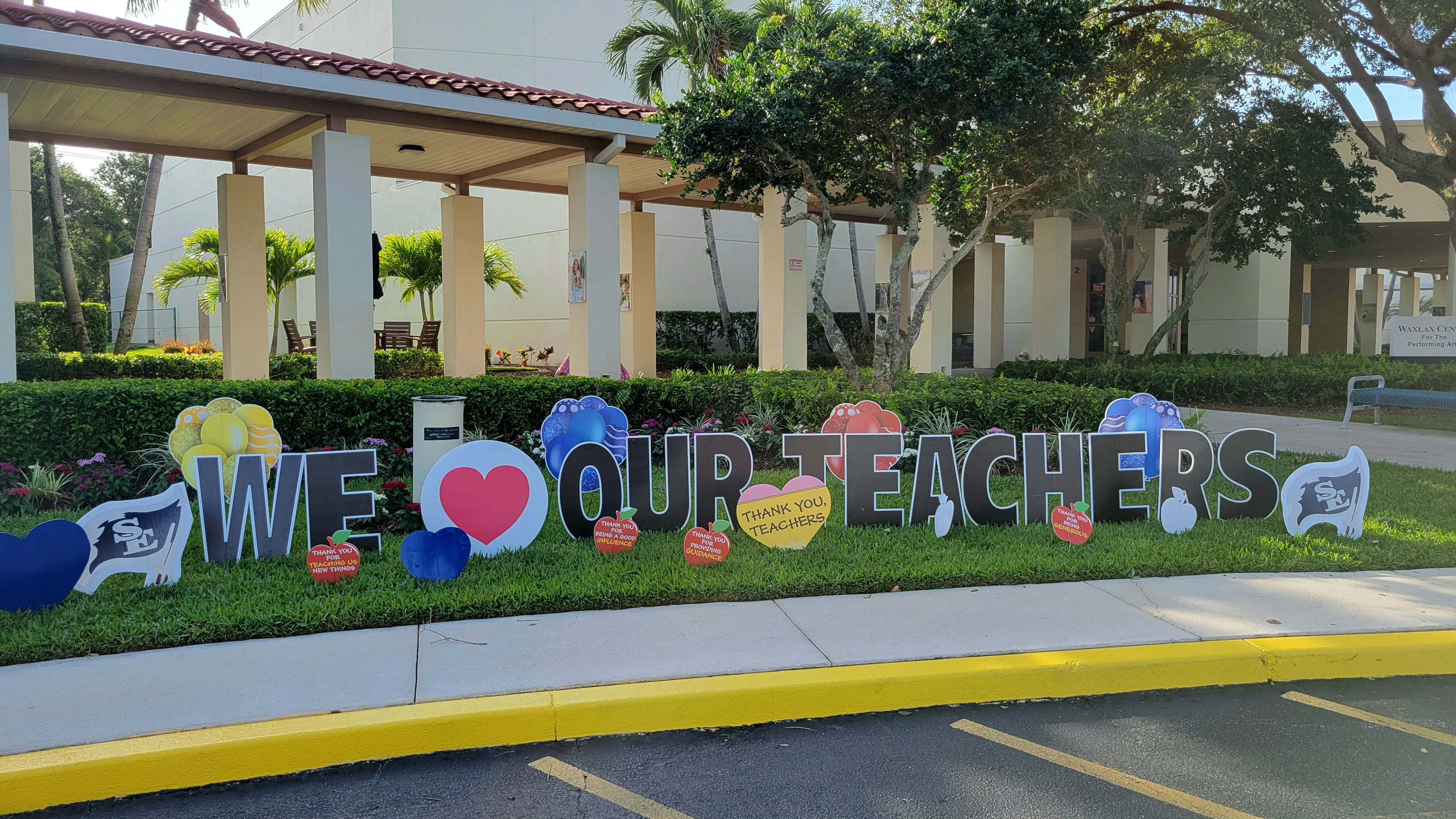
تزئین هفته سپاس از معلم در مدرسه‌ای در فلوریدا

در سطح بین‌المللی، به پیشنهاد یونسکو روز ۵ اکتبر (۱۳ مهر) هر سال به عنوان روز جهانی معلم نامگذاری شده است. با این حال در بسیاری از کشورها از جمله ایران در روز متفاوتی جشن گرفته می‌شود.

## در ایران
در ایران روز ۱۲ اردیبهشت روز معلم نامیده می‌شود.

### ش از انقلاب
سابقهٔ نام‌گذاری روز معلم در ۱۲ اردیبهشت به قبل از انقلاب ۵۷ برمی‌گردد و مناسبت آن، کشته شدن یکی از معلمان به نام ابوالحسن خانعلی در روز ۱۲ اردیبهشت سال ۱۳۴۰ در تجمع اعتراض‌آمیز معلمان در میدان بهارستان بود. ابوالحسن خانعلی معلمی ساده و معمولی و بدون گرایش حزبی بود. همهٔ احزاب از او تجلیل کرده‌اند، اما تاکنون هیچ حزبی ادعای وابستگی او را به خود نکرده است.
پس از این واقعه حکومت وقت برای دلجویی از معلمان روز ۱۲ اردیبهشت را به یاد مرگ خانعلی روز معلم نام‌گذاری کرد.

#### قطعنامه مهرگان
ماجرا از این قرار بود که «باشگاه مهرگان» یا همان مجمع صنفی معلمان در ۱۸ بهمن ۱۳۳۹ طی قطعنامهای درخواست افزایش حقوق معلمان را مطرح کرد. ریاست این باشگاه با فردی به نام محمد درخشش بود. باشگاه مهرگان در «لاله‌زار نو»، در خانه‌ای ۵۰۰ متری قرار داشت.
در این قطعنامه آمده بود: «معلمین می‌گویند حقوق یک دبیر لیسانسه کمتر از حقوق یک مستخدم جزء در سازمان برنامه یا شرکت ملی نفت است و ما خودمان مکرر نوشتیم که حقوق یک معلم کمتر از حقوق یک راننده دولتی و به مراتب کمتر از یک راننده تاکسی است. یک لیسانسه در وزارت فرهنگ ماهی ۴۰۰ تومان می‌گیرد ولی لیسانسه دیگر با همان تحصیلات و پایه معلومات در یک سازمان دولتی دیگر ۲۵۰۰ تومان دریافت می‌کند».
در پی این قطعنامه، معلمان زیادی حمایت خود را از آن اعلام کردند.
دولت وقت در آن زمان به نخست‌وزیری جعفر شریف‌امامی تازه تشکیل شده بود. جهانشاه صالح، وزیر فرهنگ وقت، لایحه «اشل حقوقی جدید فرهنگیان» را به مجلس برده بود، اما این لایحه مورد موافقت معلمان نبود.
بنابراین، بنا به درخواست باشگاه مهرگان، معلمان از روز ۱۲ اردیبهشت ۱۳۴۰ دست به اعتصاب زدند و مدارس را تعطیل کردند و برای اعتراض مقابل مجلس در میدان بهارستان تجمع کردند.

#### خون‌ریزی در بهارستان
مأموران نظامی شاهنشاهی برای متفرق کردن معلمان از ماشین آب‌پاش استفاده کردند، اما معلمان با اینکه خیس شده بودند، در جای خود ماندند. گفته می‌شود ردیف اول که معلمان زن بودند، بیشتر در معرض خیس شدن بودند. بنا به روایتی، در این میان، عده‌ای از معلمان برای اینکه جلوی خیس شدن همکاران خود را بگیرند، تلاش کردند، مسیر شلنگ‌های آب‌پاش را منحرف کنند. به این ترتیب درگیری بین معلمان و مأموران شدت گرفت. مأموران با تیراندازی هوایی و استفاده از باتوم می‌خواستند معلمان را متفرق کنند، اما در این وقت، سرگرد ناصر شهرستانی، رئیس کلانتری بهارستان با شلیک تیر مستقیم، موجب تحولات بیشتری در آن ایام شد. سه نفر در اثر تیراندازی مأموران و حمله با سرنیزه یا چاقو مجروح شدند و یکی از گلوله‌های شهرستانی به پیشانی معلم جوانی به نام ابوالحسن خانعلی نشست.
خانعلی، اهل یکی از توابع تهران به نام کن (تهران) بود و به عنوان دبیر فلسفه و عربی در دبیرستان‌های جامی و شریف تدریس می‌کرد. خانعلی با مدرک لیسانس معقول و منقول در سال ۱۳۳۵ به استخدام وزارت فرهنگ درآمده بود و هم‌زمان با تدریس، دوره دکترای فلسفه را در دانشگاه تهران می‌گذراند.
گفته می‌شود که جنازه خانعلی از بیمارستان بازرگان به مسجد اسکندری منتقل شد و «یکصد معلم» دور جنازه را گرفتند تا به دست حکومت نیفتد.

#### بزرگ‌ترین تظاهرات بعد از کودتا
جعفر شریف امامی در خاطرات خود نوشت: «وقتی خانعلی تیر خورد ساعت ۱۱:۳۰ شب به کاخ شاه احضار شدم. شاه گفت قرار است فردا شیطنت کنند و جنازه را راه بیندازند و شلوغ کنند». امامی به شاه وعده می‌دهد که جلوی اخلالگری را بگیرد. با وجود قول نخست‌وزیر به شاه، تشییع جنازه خانعلی در روز ۱۳ اردیبهشت به بزرگ‌ترین تظاهرات خیابانی بعد از کودتای ۲۸ مرداد ۱۳۳۲ تبدیل شد. نه تنها معلمان که گروه‌های مختلف در تشیع جنازه او حضور یافتند و او را در ابن‌بابویه دفن کردند.
در پایان این تشیع جنازه، قطعنامه‌ای قرائت شد که مهم‌ترین بندهای آن، درخواست استعفای دولت شریف امامی، اجرای قطعنامه باشگاه مهرگان در مورد افزایش حقوق معلمان و مجازات قاتل خانعلی بود. در پی این حوادث، شریف امامی روز ۱۶ اردیبهشت ۱۳۴۰ استعفای خود را به دربار تسلیم کرد و شاه، علی امینی را به عنوان نخست‌وزیر معرفی کرد.

#### پایان کار

مزار ابوالحسن خانعلی

معلمان همچنان به اعتصاب و تجمع مقابل مجلس ادامه می‌دادند و دانشجویان و قشرها دیگر به آن‌ها پیوسته بودند. امینی تلاش کرد اوضاع را آرام کند و به باشگاه مهرگان رفت تا با معلمان دیدار کند، به آن‌ها قول داد خواست‌هایشان عملی شود اما معلمان اعلام کردند که تا زمان اجرای مطالبات دست از اعتصاب برنمی‌دارند.
معلمان معترض در شب هفت خانعلی، روز ۱۲ اردیبهشت را روز معلم نامیدند: «اجتماع عمومی معلمین پایتخت در تاریخ روز ۱۸ اردیبهشت ماه سال ۱۳۴۰ تصویب کردند که روز دوازدهم اردیبهشت ماه به یاد بود اعتصاب موفقیت‌آمیز معلمین ایران و شهادت معلم دانشمند مرحوم دکتر خانعلی، روز معلم اعلام گردد. در این روز همه ساله کلیه مدارس و مؤسسات فرهنگی در سرتاسر کشور تعطیل رسمی خواهد بود و مراسم خاصی اجرا خواهد گردید».
امینی با درخشش، رئیس باشگاه مهرگان، دیدار کرد و علاوه پذیرفتن شرایط معلمان، گفت که قصد دارد بنا به درخواست معلمان، او را به عنوان وزیر فرهنگ به مجلس شورای ملی معرفی کند. سرگرد شهرستانی برکنار و تحویل دادگستری شد، هیئت دولت تصویب کرد که حقوق معلمان افزایش یابد و محمد درخشش به عنوان وزیر فرهنگ به کار مشغول شد.
به این ترتیب، اعتصاب معلمان بعد از دوازده روز، در روز ۲۳ اردیبهشت ۱۳۴۰ پایان یافت. هجده سال بعد مرتضی مطهری در شامگاه یازده اردیبهشت ۱۳۵۸ به دست گروه فرقان کشته شد و روز ۱۲ اردیبهشت دوباره به نام روز معلم نامگذاری شد.

### پس از انقلاب
پس از انقلاب سال ۱۳۵۷ و ترور مرتضی مطهری در ۱۱ اردیبهشت ۱۳۵۸، روز کشته شدن وی با یک روز تأخیر عنوان شد و ۱۲ اردیبهشت مجدداً به این مناسبت به نام روز معلم نام گرفت. پس از انقلاب جمهوری اسلامی ایران خبر ترور و قتل مرتضی مطهری به دست اعضای گروه فرقان (که شب قبل اتفاق افتاده بود) در ۱۲ اردیبهشت منتشر شد و به همین مناسبت نیز همین روز دوباره به نام روز معلم نامگذاری گردید.

## در دیگر کشورها
| کشور              | روز معلم                                    | یادداشت |
| ----------------- | ------------------------------------------- | --- |
| افغانستان         | ۱۴ میزان ۵ اکتبر ۳ اردیبهشت                 | مدارس تعطیلی ندارند، اما دانش آموزان و معلمان برای جشن گرفتن در مدارس با غذاهای سنتی خاص، کلوچه‌ها، موسیقی و هدایایی برای معلمان جمع می‌شوند. |
| آلبانی            | ۷ مارس                                      | جشن افتتاح اولین مدرسه ای که در آن دروس به زبان آلبانیایی تدریس می‌شد، در ۷ مارس 1887. |
| الجزایر           | ۲۸ فوریه                                    | |
| آرژانتین          | ۱۱ سپتامبر                                  | به یاد دومینگو اف. سارمینتو(۱۵ فوریه ۱۸۱۱–۱۱ سپتامبر ۱۸۸۸)، دومین رئیس‌جمهور آرژانتین. سارمینتو آموزش ابتدایی را اجباری کرد، ۸۰۰ مؤسسه آموزشی و نظامی از جمله مدارس معلمان تأسیس کرد، کتابخانه‌های عمومی تأسیس کرد، زیرساخت‌ها را توسعه داد و مهاجرت را تقویت کرد. با الهام از هوراس مان که با او دوست شد، ۳۲ معلم آمریکایی را به آرژانتین آورد تا الگوی آمریکایی آموزش همگانی را توسعه دهند. کنفرانس بین‌آمریکایی آموزش در سال ۱۹۴۳، که در پاناما برگزار شد، ۱۱ سپتامبر را به عنوان روز معلم پانامریکایی تعیین کرد. |
| ارمنستان          | ۵ اکتبر                                     | ارمنستان قبلا روز معلم را در اولین یکشنبه ماه اکتبر جشن می‌گرفت. بر اساس تصمیم پارلمان برای اصلاح قانون تعطیلات و روزهای بزرگداشت جمهوری ارمنستان، این تعطیلات به ۵ اکتبر که مصادف با روز جهانی معلم است، منتقل شد. |
| بحرین             | ۵ اکتبر                                     | |
| بنگلادش           | ۵ اکتبر                                     | |
| بلاروس            | یکشنبه اول مهر                              | |
| بلژیک             | ۵ اکتبر                                     | |
| بولیوی            | ۶ ژوئن                                      | این تاریخ ادای احترام به تاریخ تولد مودستو اومیست (۶ ژوئن ۱۸۴۰) است که نگران سیستم آموزشی در بولیوی بود و از حق آموزش ابتدایی عمومی رایگان حمایت می‌کرد. او به عنوان عضو شورا، اولین مدارس دولتی را در کشور ایجاد کرد، یکی برای پسران و دیگری برای دختران. |
| برزیل             | ۱۵ اکنبر                                    | یادبود فرمان امپراتور برزیل پدرو اول در ۱۵ اکتبر ۱۸۲۷ که مدارس ابتدایی را در برزیل تنظیم می‌کرد. این جشن در سراسر کشور محبوبیت یافت و ۱۵ اکتبر در سال ۱۹۶۳ به‌طور رسمی روز معلم نامگذاری شد. |
| برونئی            | ۲۳ سپتامبر                                  | به مناسبت روز تولد ۲۸ امین حاکم برونئی، سلطان عمر علی سیف الدین سوم، که از جمله بر اهمیت آموزش برای رعایای خود با ارائه یک سیاست آموزش «رایگان» که به موجب آن از شهروندان برای حضور در مدارس هزینه‌های بسیار اسمی دریافت می‌شود، تأکید کرد. این سیاست توسط حاکم فعلی (بیست و نهم) ادامه یافته و گسترش یافته است. |
| بلغارستان         | ۲۴ می                                       | بلغارها روز معلم را در ۲۴ مه جشن می‌گیرند، به یاد مقدسین سیریل و متدیوس که ابداع الفبای گلاگولیتی هستند. علاوه بر این، ۱ نوامبر یک تعطیلات بلغاری است که به مربیان و دانشمندانی اختصاص داده شده است که ارزش‌های معنوی و هویت فرهنگی بلغارستان را ساخته و حفظ کرده‌اند. در ۲۹ سپتامبر ۲۰۰۶، روز ۵ اکتبر توسط دولت به عنوان روز معلم شناخته شد. |
| کامرون            | ۵ اکتبر                                     | در ۵ اکتبر ۲۰۱۰، معلمان در کامرون به همتایان خود در سراسر جهان پیوستند تا هفدهمین روز جهانی معلم را جشن بگیرند. این روز با موضوع "ملت سازی از معلمان می‌گذرد" فرصتی برای ادای احترام به معلمانی بود که در برخی مواقع در شرایطی نه چندان مناسب برای ایجاد ظرفیت‌های نیروی انسانی برای توسعه اقتصادی-اجتماعی کشور تلاش می‌کنند. . فعالیت‌های یادبود در Yaounde در ۲۹ سپتامبر با گفتگوهای آموزشی در Lycée Général Leclerc آغاز شد و در روز جهانی معلم در مجموعه ورزشی چند منظوره وادا به پایان رسید. |
| کانادا            | ۵ اکتبر                                     | در ۵ اکتبر، فدراسیون معلمان کانادا و سازمان‌های عضو آن در سراسر کشور، روز جهانی معلم را از طریق یک کمپین آگاهی عمومی جشن می‌گیرند که مشارکت حرفه معلمی را برجسته می‌کند. |
| شیلی              | ۱۶ اکتبر                                    | در سال ۱۹۶۷، ۱۱ سپتامبر به عنوان Día del Maestro («روز معلم») انتخاب شد. این تاریخ به ۱۰ دسامبر ۱۹۷۵ منتقل شد، زیرا در آن روز در سال ۱۹۴۵، گابریلا میسترال شاعر شیلیایی جایزه نوبل را دریافت کرد. در سال ۱۹۷۷، این تاریخ به Día del Profesor (همچنین "روز معلم") تغییر نام داد و دوباره به ۱۶ اکتبر منتقل شد تا به افتخار تأسیس Colegio de Profesores de Chile (انجمن معلمان شیلی) باشد. |
| چین               | ۱۰ سپتامبر                                  | دولت چین برای اولین بار در سال ۱۹۸۵ روز معلم را اعلام کرد، اما هرگز به وضوح توضیح نداده است که چرا باید در ۱۰ سپتامبر برگزار شود. برخی معتقدند که این به دلیل تلفظ مشابه بین کلمه "معلم" (教师؛ jiao shi) و دو رقم ۹ (九؛ jiu)، ۱۰ (十؛ shi) در تاریخ است. برخی از مردم معتقدند که این یک انتخاب خودسرانه بوده است و پیشنهاد داده‌اند که آن را به ۲۸ سپتامبر تغییر دهند، که اعتقاد بر این است که تاریخ تولد کنفوسیوس است. در ۵ سپتامبر ۲۰۱۳، شورای ایالتی پیش نویس قانونی را در تأیید این تغییر اعلام کرد. در چین، فعالیت‌هایی برای دانش آموزان وجود دارد تا قدردانی خود را از معلمان نشان دهند، مانند ارائه هدایا، از جمله کارت و گل. علاوه بر این، بسیاری از دانش‌آموزان سابق به مدارس ابتدایی، راهنمایی و دبیرستان قدیمی خود برمی‌گردند تا به معلمان قدیمی خود هدایایی بدهند. |
| جمهوری چک         | ۲۸ مارس                                     | تولد جان آموس کامنیوس. دانش آموزان چک با انگیزه‌ترین و الهام بخش‌ترین معلمان خود را به مسابقه Zlatý Ámos (آموس طلایی) معرفی می‌کنند. تاج گذاری "گلدن آموس" هر ساله در ۲۸ مارس برگزار می‌شود. |
| السالوادور        | ۲۲ ژوئن                                     | روز معلم در السالوادور به عنوان یک تعطیلات ملی در نظر گرفته شده است. |
| هندوستان          | روز ماه کامل آشدا (ژوئن-ژوئیه)، و ۵ سپتامبر | Guru Purnima یک جشنواره هندی و نپالی است که به معلمان روحانی و دانشگاهی اختصاص دارد. این جشن به‌طور سنتی توسط هندوها، جین‌ها و بودایی‌ها برای ادای احترام به معلمان خود و ابراز قدردانی برگزار می‌شود. این جشنواره در روز ماه کامل (Purnima) در ماه هندو Ashadha (ژوئن تا جولای) در تقویم هندوهای هند و نپال جشن گرفته می‌شود. این روز اولین اوج چرخه قمری پس از اوج چرخه خورشیدی است. این جشن با احترام آیینی به گورو، گورو پوجا مشخص شده است. تاریخ تولد دومین رئیس‌جمهور هند، ساروپالی راداکریشنان، ۵ سپتامبر ۱۸۸۸، از سال ۱۹۶۲ به عنوان روز معلم جشن گرفته شده است. در این روز، معلمان و دانش آموزان طبق معمول به مدرسه گزارش می‌دهند، اما فعالیت‌ها و کلاس‌های معمول با فعالیت‌های جشن جایگزین می‌شود. تشکر و یادآوری. در برخی از مدارس، دانش آموزان ارشد مسئولیت تدریس را بر عهده می‌گیرند تا قدردانی خود را از معلمان نشان دهند. روز معلم در سال ۲۰۲۱ به عنوان «ابهر دیواس» جشن گرفته شد. |
| اندونزی           | ۲۵ نوامبر                                   | روز ملی معلمان در همان روز با تشکیل انجمن معلمان اندونزی، PGRI، گرامی داشته می‌شود. روز ملی معلم تعطیل نیست، اما با برگزاری یک فعالیت تشریفاتی برای قدردانی از معلمان، مدیران و سایر کارکنان مدرسه جشن گرفته می‌شود. |
| عراق              | ۱ مارس                                      | دانش آموزان روز ملی معلم در عراق را با قدردانی از معلمان خود با اهدای هدایایی به آنها جشن می‌گیرند. |
| اسرائیل           | ۲۳ کیسلف                                    | |
| ایتالیا           | ۲۷ نوامبر                                   | به مناسبت جشن قدیس ژوزف کالاسانز، بنیانگذار راسته روحانیون فقیر منتخب مادر خدای مدارس متقیان |
| جامائیکا          | ۶ می                                        | روز معلم معمولاً در ۷ می یا اولین چهارشنبه ماه می جشن گرفته می‌شود. در جشن روز معلم، معمولاً دانش آموزان و والدین هدایایی برای معلمان می‌آورند. اکثر مدارس زودتر تعطیل می‌شوند. |
| ژاپن              | ۵ اکتبر                                     | |
| اردن              | ۵ اکتبر                                     | |
| قزاقستان          | یکشنبه اول مهر                              | |
| کوزوو             | ۷ مارس                                      | |
| کویت              | ۵ اکتبر                                     | |
| لائوس             | ۷ اکتبر                                     | |
| مغولستان          | ۵ اکتبر                                     | |
| مراکش             | 28 فوریه                                    | |
| میانمار           | 5 اکتبر                                     | |
| نپال              | ماه کامل روز آشدا (ژوئن-ژوئیه)              | روز ماه کامل را «اشد سکلا پورنیما» می گویند. تاریخ معمولاً در اواسط جولای است. روز معلم در نپالی "گورو پورنیما" نامیده می شود، جایی که "گورو" به معنای معلم و "پورنیما" به معنای "ماه کامل" است. |
| هلند              | ۵ اکتبر                                     | |
| نیوزیلند          | 29 اکتبر                                    | |
| نیجریه            | 5 اکتبر                                     | روز معلم در نیجریه معمولاً یک روز بدون کار برای همه معلمان روستایی و شهری است. |
| مقدونیه شمالی     | 5 اکتبر                                     | |
| عمان              | 24 فوریه                                    | |
| فلسطین            | 14 دسامبر                                   | |
| پاناما            | ۱ دسامبر                                    | برای بزرگداشت تاریخ تولد مانوئل خوزه هورتادو، که به دلیل ترویج آموزش همگانی مدرن از طریق تأسیس اولین مدارس دولتی و کالج‌های معلمان در جایی که امروزه به نام پاناما شناخته می‌شود - به عنوان پدر آموزش و پرورش پاناما شناخته می‌شود. کلمبیا - با هدف شکستن چرخه معیوب جهل و فقر که اکثریت قریب به اتفاق جمعیت را تحت تأثیر قرار داده است. او در ادامه به عنوان مدیرکل آموزش عمومی ایالت ایستموس منصوب شد. |
| پاکستان           | 5 اکتبر                                     | دانش آموزان مدارس، دانشکده ها و دانشگاه ها با اهدای کارت های دست نوشته و گل از معلمان خود قدردانی می کنند. |
| پاپوآ گینه نو     | 5 اکتبر                                     | پاپوآ گینه نو هم روز ملی معلم و هم روز جهانی معلم را در این روز جشن می گیرد. هر مدرسه زیر نظر وزارت آموزش ملی (NDOE) و مؤسسات عالی آموزشی و دانشگاه‌های زیر مجموعه آموزش عالی، تحقیقات، علوم و فناوری (DHERST) این مناسبت را با اجرای برنامه‌ها و فعالیت‌هایی که به معلمان اختصاص دارد، جشن می‌گیرند. کودکان و بزرگسالان به طور فعال در قدردانی از کمک معلمان به رفاه و رشد و رشد فکری آنها مشارکت دارند. |
| پاراگوئه          | 30 آوریل                                    | |
| پرو               | ۶ جولای                                     | در خلال استقلال پرو، آزادی‌خواه خوزه د سان مارتین، اولین مدرسه عادی برای مردان را با قطعنامه ای که مارکیز توره-تاگل در ۶ ژوئیه ۱۸۲۲ به تصویب رساند، تأسیس کرد. سال‌ها بعد، در سال ۱۹۵۳، رئیس‌جمهور وقت مانوئل آ. اودریا تصمیم گرفت که روز معلم هر ۶ جولای برگزار شود. |
| فیلیپین           | ۵ اکتبر                                     | به موجب اعلامیه شماره ۲۴۲ ریاست جمهوری، س. در سال ۲۰۱۱، ماه ملی معلم از ۵ سپتامبر تا ۵ اکتبر، در روز جهانی معلم جشن گرفته می‌شود. قبل از سال ۲۰۱۱، روز معلم در مدارس بین ماه‌های سپتامبر و اکتبر (عمدتا سطوح ابتدایی و متوسطه) جشن گرفته می‌شد. به معلمان گل ارکیده توسط دانش آموزان اهدا می‌شود. گروه‌هایی از دانش‌آموزان که سطوح مختلف کلاس را نشان می‌دهند، طرح‌های کوتاه یا آهنگ‌ها و اعداد رقص را اجرا می‌کنند، یا برای معلمان خود در فعالیت‌های سراسر مدرسه در مقابل همکلاسی‌های خود شعر می‌خوانند. این فعالیت‌ها توسط دانش آموزان ارشد در شورای دانش آموزی برنامه‌ریزی شده است که فعالیت‌ها را از قبل هماهنگ می‌کنند. برای مدارس چینی فیلیپینی، معمولاً یک برنامه توسط دانش آموزان برای معلمان در ۲۷ سپتامبر سازماندهی می‌شود، در حالی که ۲۸ سپتامبر، که به عنوان روز واقعی معلم در نظر گرفته می‌شود، تعطیلات مدرسه است که در آن معلمان و دانش آموزان مجاز به استراحت هستند. ۲۸ سپتامبر به عنوان تاریخ تولد کنفوسیوس انتخاب شد. |
| لهستان            | 14 اکتبر                                    | این روز سالگرد ایجاد کمیسیون آموزش ملی است که در سال 1773 به ابتکار پادشاه استانیسواو آگوست پونیاتوفسکی ایجاد شد. به طور معمول، گل و شیرینی توسط بچه ها به معلمان داده می شود. بازی و فعالیت های مدرسه نیز می تواند توسط بدن دانش آموز برنامه ریزی شود. |
| پرتغال            | 5 اکتبر                                     | |
| پورتوریکو         | ۲۰ می                                       | در سال ۲۰۱۶، در ۲۰ می جشن گرفته شد. معمولاً جمعه قبل از روز مادر است. در برخی موارد در اولین جمعه اردیبهشت جشن گرفته شده است. |
| قطر               | 5 اکتبر                                     | |
| رومانی            | ۵ اکتبر                                     | |
| روسیه             | 5 اکتبر                                     | بین سالهای 1965 و 1994، اولین یکشنبه ماه اکتبر، از سال 1994، 5 اکتبر مصادف با روز جهانی معلم. پیش از این، در مدارس سراسر کشور، روز معلم اولین جمعه با کنسرت ها و گردهمایی ها جشن گرفته می شد (و گاهی هنوز هم برگزار می شود). در برخی از مدارس سنت سازماندهی دانش آموزان کلاس های ارشد برای برگزاری درس برای خردسالان وجود دارد. |
| عربستان سعودی     | 5 اکتبر                                     | |
| صربستان           | 5 اکتبر                                     | |
| سنگاپور           | جمعه اول شهریور                             | تعطیلات رسمی مدرسه جشن‌ها معمولاً یک روز قبل برگزار می‌شود، جایی که دانش آموزان معمولاً نیم روز مرخصی دارند. در مدارس متوسطه و کالج‌های راهنمایی، دانش آموزان اجازه دارند به ترتیب به مدرسه ابتدایی و متوسطه خود برگردند. در برخی از مدارس، دانش‌آموزان برای سرگرمی و تجلیل از معلمان خود به اجرای نمایش می‌پردازند. به‌طور سنتی، روز معلم در اول سپتامبر هر سال تعیین شده است. از سال ۲۰۱۱، اولین جمعه سپتامبر مصادف با تعطیلات مدارس آتی شهریور (یک هفته) تعیین شده است تا دانش آموزان و معلمان بتوانند از تعطیلات طولانی مدرسه برخوردار شوند. در سال ۲۰۲۳، وزارت آموزش و پرورش در ۱۱ اوت اعلام کرد که روز معلم از ۱ سپتامبر به ۱۱ سپتامبر به دلیل روز رای‌گیری انتخابات ریاست جمهوری سنگاپور در سال ۲۰۲۳، که به عنوان تعطیل رسمی تعیین شده بود، تغییر یافت. |
| اسلواکی           | 28 مارس                                     | تاریخ تولد جان آموس کمنیوس را گرامی می دارد. |
| سومالی            | 21 نوامبر                                   | از سال 1974، روز معلم یک تعطیل عمومی است که در هر مدرسه جشن گرفته می شود. |
| آفریقای جنوبی     | 5 اکتبر                                     | |
| کره جنوبی         | ۱۵ می                                       | در ابتدا این کار توسط گروهی از اعضای تیم جوانان صلیب سرخ آغاز شد که از معلمان سابق بیمار خود در بیمارستان‌ها بازدید کردند. در ابتدا تاریخ آن ۲۶ مه بود. اما از سال ۱۹۶۵، تاریخ آن ۱۵ می، سالروز تولد سجونگ کبیر است. مراسم جشن ملی بین سالهای ۱۹۷۳ تا ۱۹۸۲ متوقف شد، اما پس از آن از سر گرفته شد. در سال ۱۹۸۲، دوباره احیا شد تا فضایی ایجاد کند که به مربی خود احترام بگذارد. در این روز، معمولاً دانش‌آموزان و دانش‌آموزان سابق خود به معلمان میخک هدیه می‌دهند. بر اساس قانون مبارزه با اختلاس، ارائه گل میخک به معلمان مدارس دولتی غیرقانونی است. |
| سودان جنوبی       | 1 دسامبر                                    | رئیس جمهور سودان جنوبی یک ماه قبل از اولین روز معلم در این کشور، روز معلم را برای اول دسامبر اعلام کرد. در 1 سپتامبر، یک ماه قبل از سومین روز معلم در کشور، به طور عمومی اعلام شد که تاریخ را به 1 اکتبر تغییر دادند. |
| اسپانیا           | ۲۷ نوامبر                                   | به مناسبت جشن قدیس ژوزف کالاسانز، بنیانگذار راسته روحانیون فقیر منتخب مادر خدای مدارس متقیان |
| سریلانکا          | 5 اکتبر                                     | به طور رسمی روز معلم در اکثر مدارس در 6 اکتبر جشن گرفته می شود. |
| سوئیس             | 27 نوامبر                                   | گرامیداشت جشن سنت ژوزف کالاسانز، مؤسس دستور روحانیون فقیر منتخب مادر خدای مدارس متقیان |
| سوریه             | پنجشنبه سوم اسفند                           | |
| تایوان            | ۲۸ سپتامبر                                  | در تایوان روز معلم جشن و تعطیلی رسمی است که در ۲۸ سپتامبر و به منظور بزرگداشت معلم و فیلسوف بزرگ چینی، کنفوسیوس برگزار می‌شود. |
| تایلند            | ۱۶ ژانویه                                   | در ۲۱ نوامبر ۱۹۵۶ به عنوان روز معلم، به زبان تایلندی گفتاری «وان کرو» به تصویب رسید. اولین روز معلم در سال ۱۹۵۷ برگزار شد. ۱۹۴۵) که در ۱۶ ژانویه ۱۹۴۵ در روزنامه دولت منتشر شد و ۶۰ روز بعد لازم الاجرا شد. اکثر مدارس تایلند برای اینکه به معلمان خود در ترم دوم طولانی استراحت دهند، تعطیل می‌شوند. بسیاری از مدارس بین‌المللی این کار را نمی‌کنند، اگرچه ممکن است جشن‌هایی را برای قدردانی از کادر آموزشی خود برگزار کنند. این جشن‌ها معمولاً شامل دادن تاج گل‌های گل یاس کوچک به معلمان و اجرای نمایش برای معلمان است. این یک تعطیلات مهم برای تایلندی‌ها است زیرا معلمان در تایلند مورد توجه قرار می‌گیرند. بیشتر جشن‌ها در مدارس برگزار می‌شود و مراسم بزرگداشت عمومی یا رسمی بسیار اندک است. |
| تونس              | ۲۸ فوریه                                    | |
| ترکیه             | 24 نوامبر                                   | مصطفی کمال آتاتورک اظهار داشت "نسل جدید توسط معلمان ایجاد خواهد شد" و به عنوان رئیس جمهور موسس یک الفبای جدید را برای جمهوری ترکیه جدید در سال 1923 تصویب کرد. در 24 نوامبر 1928، مصطفی کمال رسماً عنوان معلم مدارس کشور را پذیرفت که توسط کابینه وزیران اعطا شده بود. |
| اوکراین           | یکشنبه اول مهر                              | در مدارس سراسر کشور، روز معلم جمعه قبل از تعطیلات با کنسرت و گردهمایی جشن گرفته می‌شود، در حالی که دانش آموزان معمولاً هدایایی مانند گل و شیرینی به معلمان خود می‌دهند. در برخی از مدارس سنت سازماندهی دانش آموزان کلاس‌های ارشد برای برگزاری درس برای خردسالان وجود دارد. مراسم اعطای لوح تقدیر ممکن است برای استادان برجسته برگزار شود. |
| امارات متحده عربی | ۵ اکتبر                                     | |
| انگلستان          | ۱۹ ژوئن                                     | روز ملی تشکر از یک معلم، یک فراخوان سالانه برای کمک به کسانی است که مدارس، جوامع و کشور ما را شکل می‌دهند. همه چیز در مورد قدردانی از زحمات تک تک کارکنان در سال‌های اولیه، مدارس و کالج‌ها در سراسر انگلستان است. همه در بریتانیا تشویق می‌شوند تا تأثیری را که جامعه آموزشی در شکل‌دادن به ذهن و آینده جوانان ما در روز ملی تشکر از معلم دارد، بشناسند. |
| ایالات متحده      | سه شنبه اولین هفته کامل ماه می              | روز ملی معلم در ایالات متحده در سه شنبه هفته قدردانی از معلم برگزار می‌شود که در اولین هفته کامل ماه می برگزار می‌شود. انجمن ملی آموزش (NEA) روز ملی معلم را به عنوان "روزی برای تکریم معلمان و به رسمیت شناختن کمک‌های ماندگار آنها به زندگی ماً توصیف می‌کند. با توجه به تاریخچه NEA از روز ملی معلم، منشأ این روز مبهم است. در حوالی سال ۱۹۴۴، یک معلم ویسکانسین به نام رایان کروگ مکاتبه با رهبران سیاسی و آموزشی را در مورد نیاز به یک روز ملی برای بزرگداشت معلمان آغاز کرد. متی وایت وودریج (۱۹۰۹–۱۹۹۹)، معلمی از هلنا، آرکانزاس، به النور روزولت نوشت، که در سال ۱۹۵۳ کنگره ۸۱ را متقاعد کرد که روز ملی معلم را اعلام کند. NEA به همراه شعبه‌های ایالتی کانزاس و ایندیانا و شعبه محلی NEA دوج سیتی، کانزاس، کنگره را برای ایجاد روز ملی بزرگداشت معلمان لابی کردند. کنگره ۷ مارس ۱۹۸۰ را به عنوان روز ملی معلم تنها برای آن سال اعلام کرد. NEA و وابستگان آن به برگزاری روز معلم در اولین سه‌شنبه ماه مارس تا سال ۱۹۸۵ ادامه دادند، زمانی که PTA ملی هفته قدردانی از معلم را در اولین هفته کامل ماه می تأسیس کرد. سپس مجمع نمایندگان NEA رأی به نامگذاری سه شنبه آن هفته به روز ملی معلم داد. از ۴ نوامبر ۱۹۷۶، ۶ نوامبر به عنوان روز معلم در ایالت ماساچوست ایالات متحده پذیرفته شد. در حال حاضر، ماساچوست هر سال اولین یکشنبه ماه ژوئن را به عنوان روز معلم خود تعیین می‌کند. |
| اروگوئه           | ۲۲ سپتامبر                                  | |
| ازبکستان          | ۱ اکتبر                                     | ازبکستان یکی از کشورهایی است که روز معلم در آن روز اول اکتبر است و در سراسر کشور یک روز تعطیل است. روز معلم از سال ۱۹۹۷ در اینجا جشن گرفته می‌شود. |
| ونزوئلا           | ۱۵ ژانویه                                   | |
| ویتنام            | ۲۰ نوامبر                                   | روز معلم ویتنام (یا روز منشور معلمان ویتنامی) یک روز یادبود است که هر ساله در ۲۰ نوامبر جشن گرفته می‌شود. در این روز، دانش آموزان اغلب برای دادن گل و هدیه به معلمان می‌آیند. بخش آموزش نیز معمولاً از این فرصت برای ارزیابی مجدد فعالیت‌های آموزشی و تعیین مسیرهایی برای بهبود کیفیت آموزش استفاده می‌کند. منشأ این تعطیلات در نشستی بین معلمان کشورهای بلوک کمونیستی در ورشو در سال ۱۹۵۷ است. این روز برای اولین بار در سال ۱۹۵۸ در سرتاسر ویتنام شمالی به عنوان روز مانیفست بین‌المللی معلمان جشن گرفته شد. در سال ۱۹۸۲ این روز به روز معلمان ویتنامی تغییر نام داد. |
| یمن               | ۲۸ فوریه                                    | |